# 3-氯苯甲酸
3-氯苯甲酸是一种有机化合物，化学式为ClC6H4CO2H。它是白色固体，可溶于碱的水溶液和一些有机溶剂。
3-氯苯甲酸可由3-氯甲苯的氧化反应合成。它可以通过电化学还原反应得到苯甲酸。